# Fakulteta za tuje jezike in študij okolja v Moskvi
Fakulteta za tuje jezike in študij okolja v Moskvi (rusko Факультет иностранных языков и регионоведения МГУ) je javna fakulteta, ki ponuja študij tujih jezikov in deluje v sklopu Moskovske državne univerze.